# Viaduc de Verrières
Le viaduc de Verrières est un viaduc autoroutier français situé sur l'autoroute A75 dans le département de l'Aveyron. Ce pont en poutre-caisson enjambe la vallée du Lumansonesque, dans la commune de Verrières.

## Le viaduc
Il est un maillon important de l'autoroute A75. Il fait partie intégrante du contournement de Millau, il est situé près du village de Verrières. Aujourd'hui, il souffre de la notoriété de son prestigieux voisin le viaduc de Millau. Construit de 1999 à 2002, il surplombe la vallée du Lumansonesque de près de 140 m.  

## Caractéristiques
Le viaduc de Verrières permet le franchissement par l’autoroute A 75, d’une vallée très encaissée au Nord de Millau. Ce viaduc dont le tracé est une courbe de rayon 1 800 m a une pente de 1 %. Large de 23,5 m, il comporte quatre voies de circulation. Le tablier, d'une épaisseur de 6,5 m, est composé d'un caisson métallique et d'un hourdis en béton armé. La charpente métallique a été lancée avec l'aide d'un avant-bec et d'un mat de haubanage provisoire. Le hourdis a été préfabriqué et mis en place au moyen d'un chariot mobile équipé d'une potence. 
Les fondations des piles sont réalisées à l’aide de puits marocains de sept mètres de diamètre. Les semelles des piles sont intégrées dans les fûts.

## Galerie

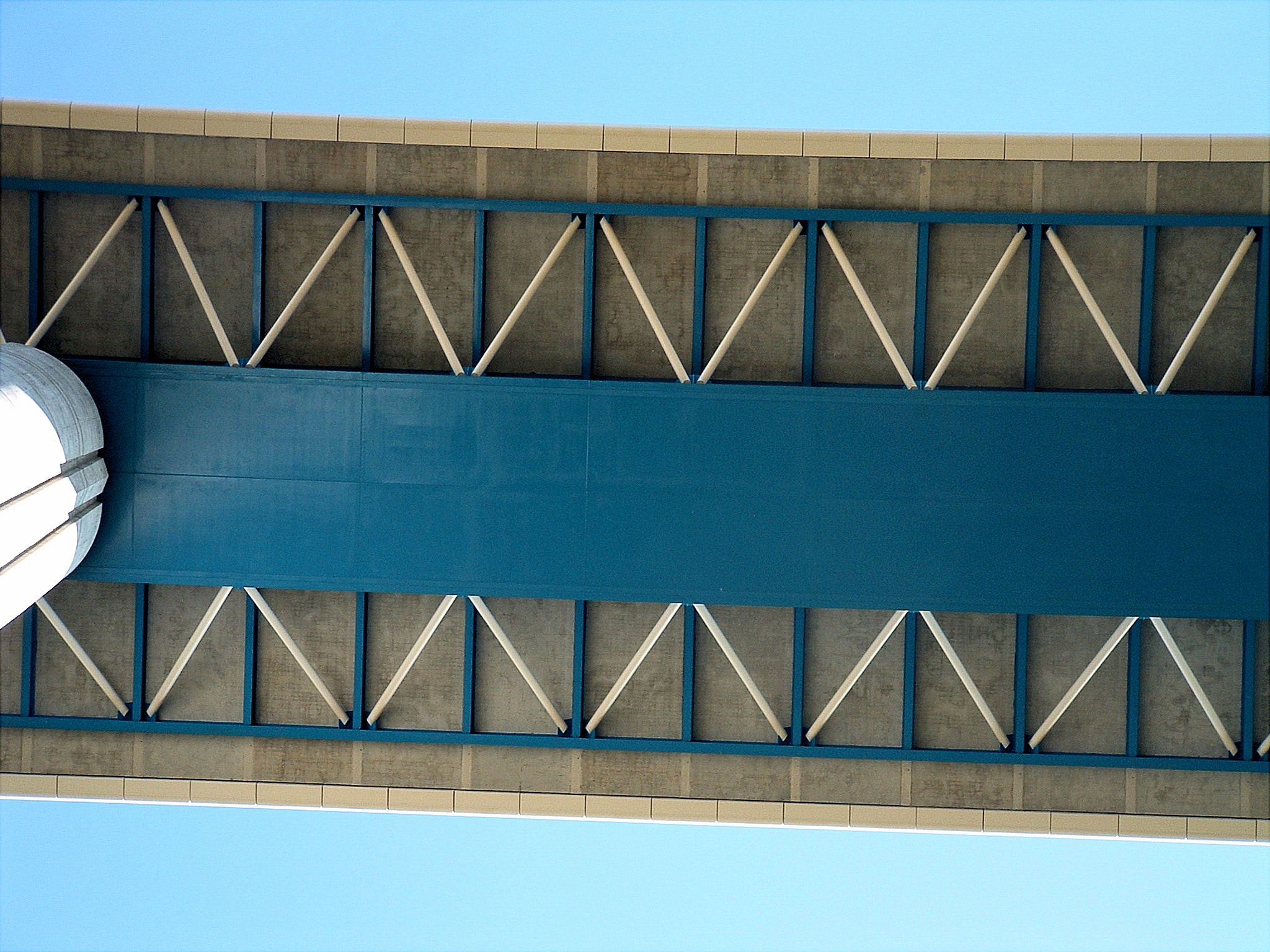
La sous-face du tablier.
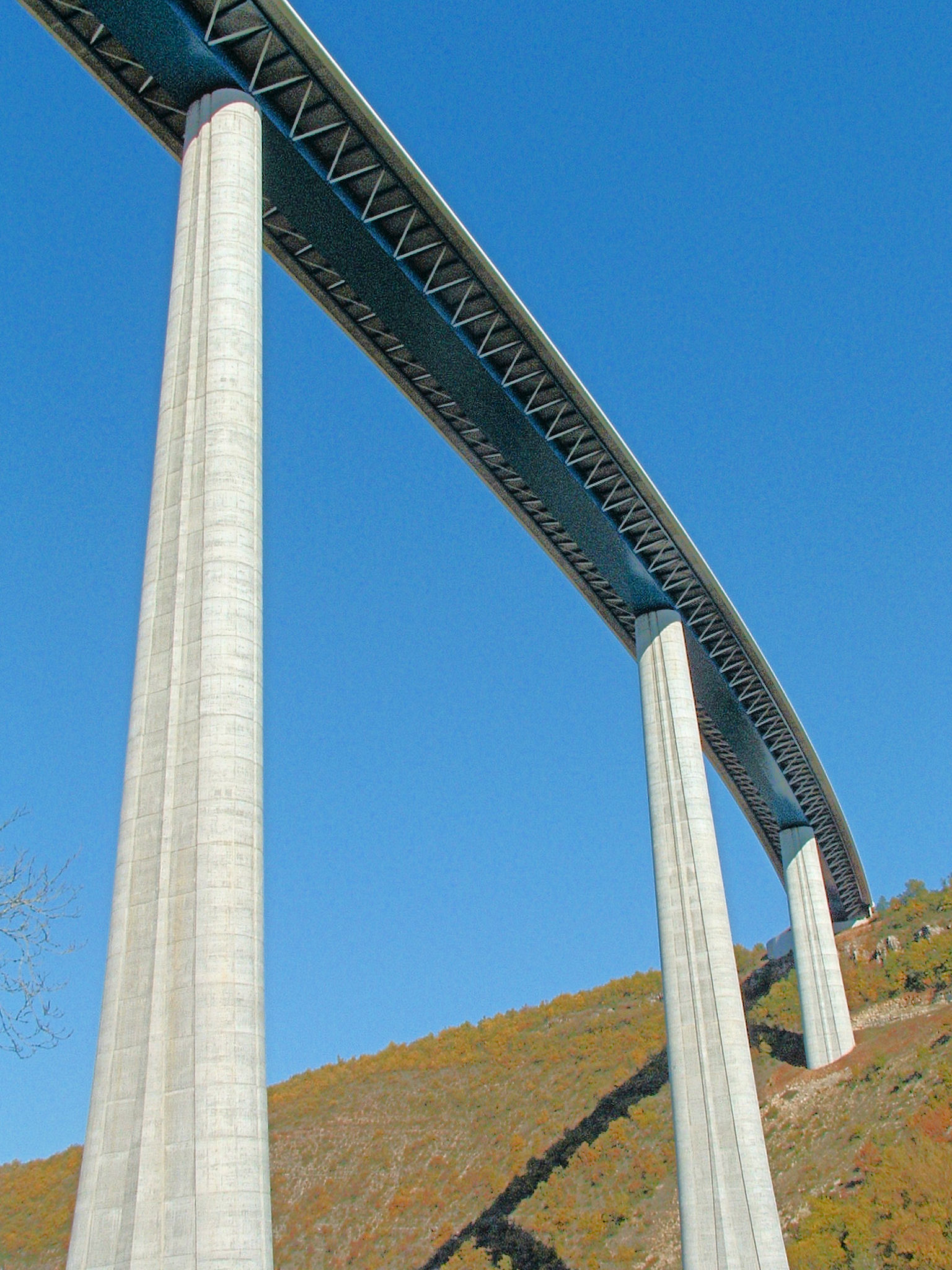
Vue de dessous.
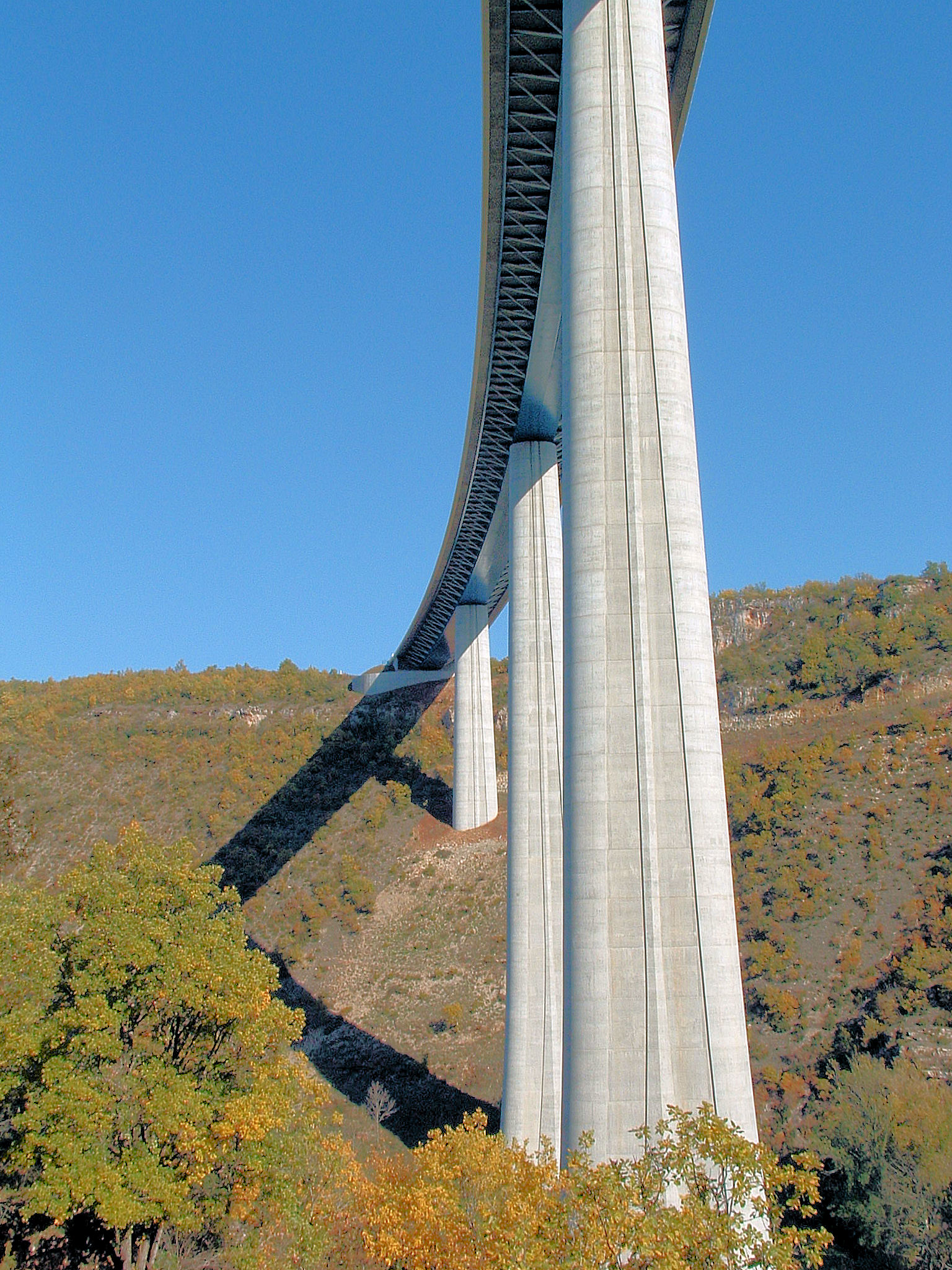
Autre vue de dessous.
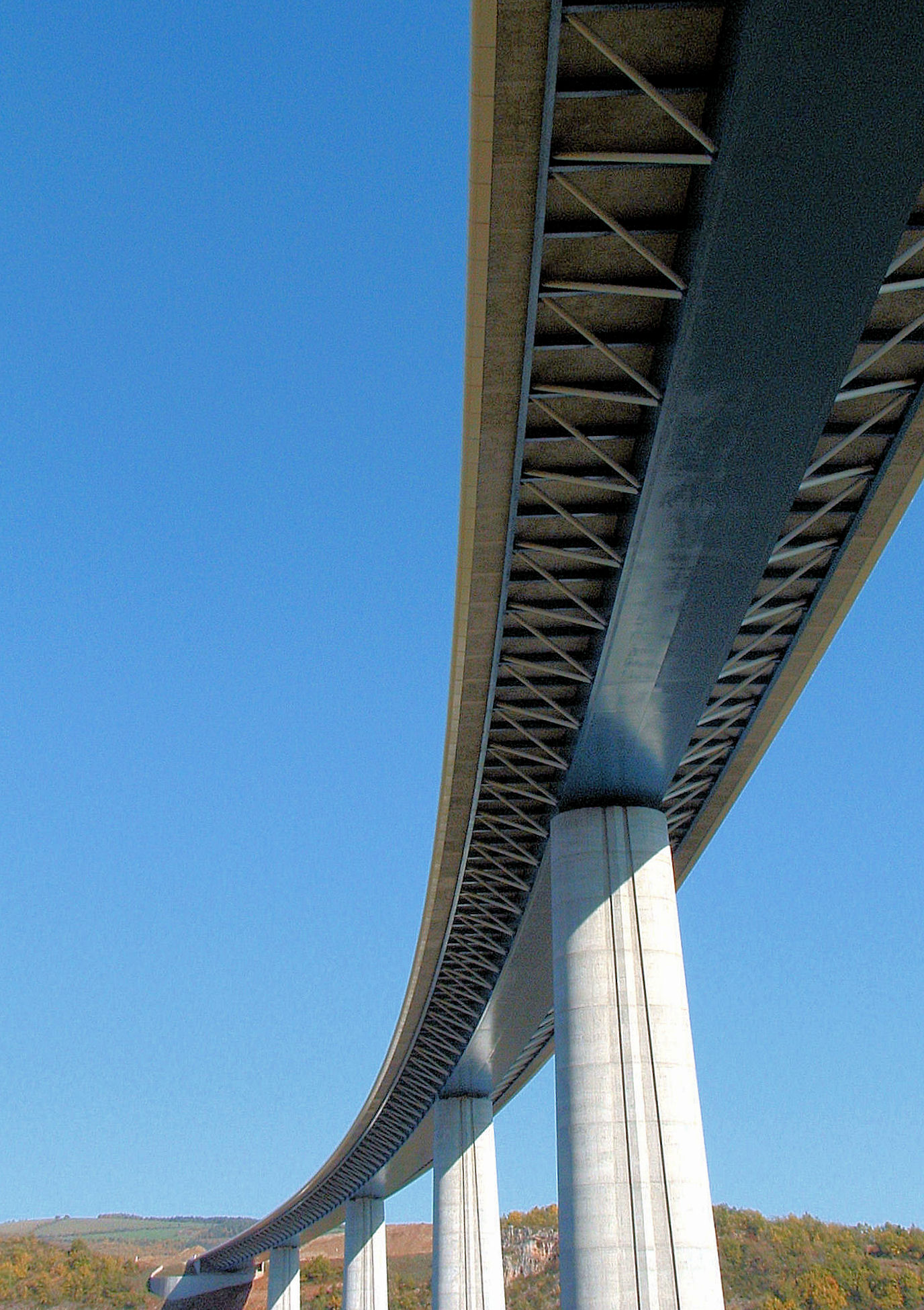
Autre vue de dessous.
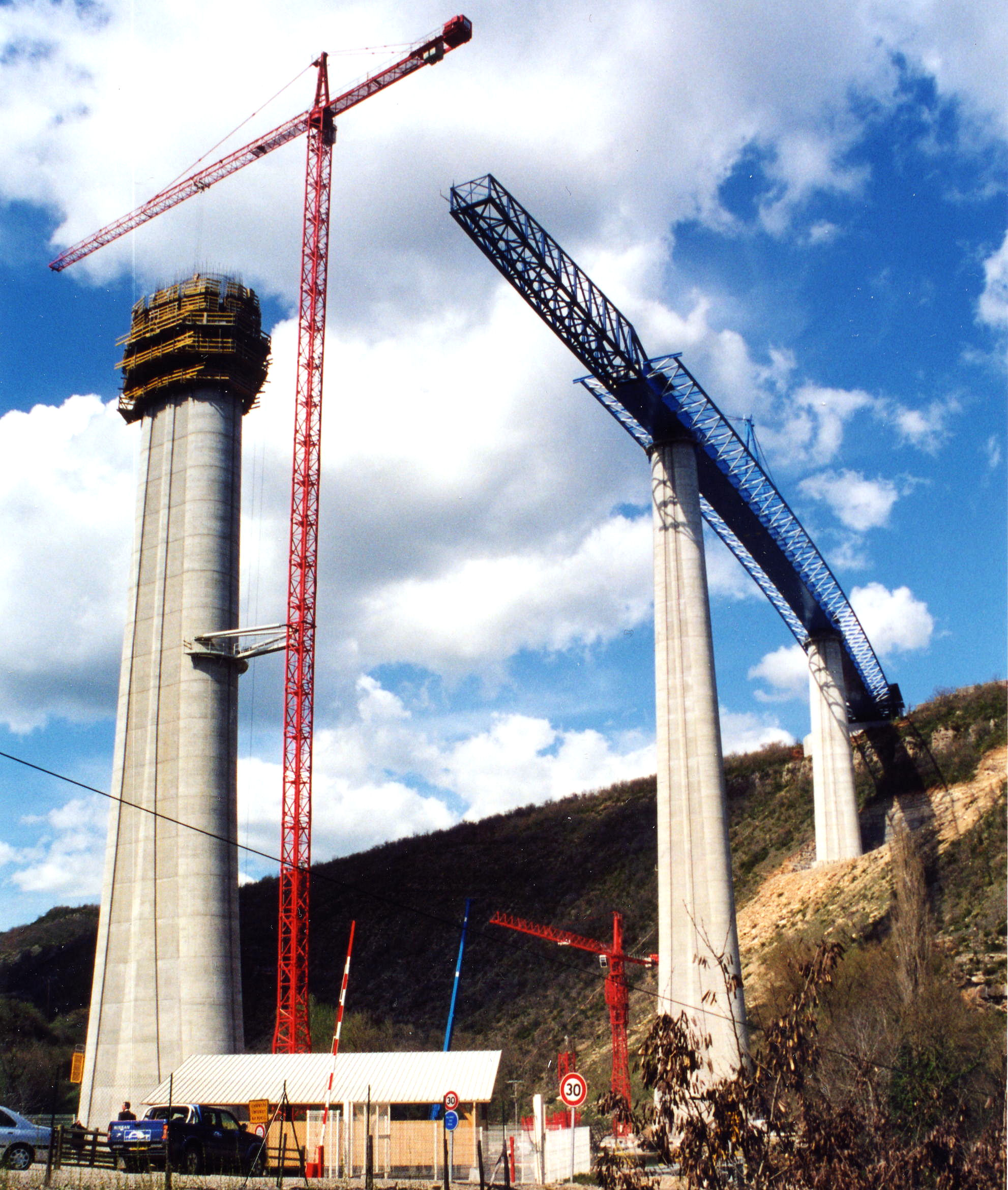
Le viaduc en janvier 2002 en cours de construction.
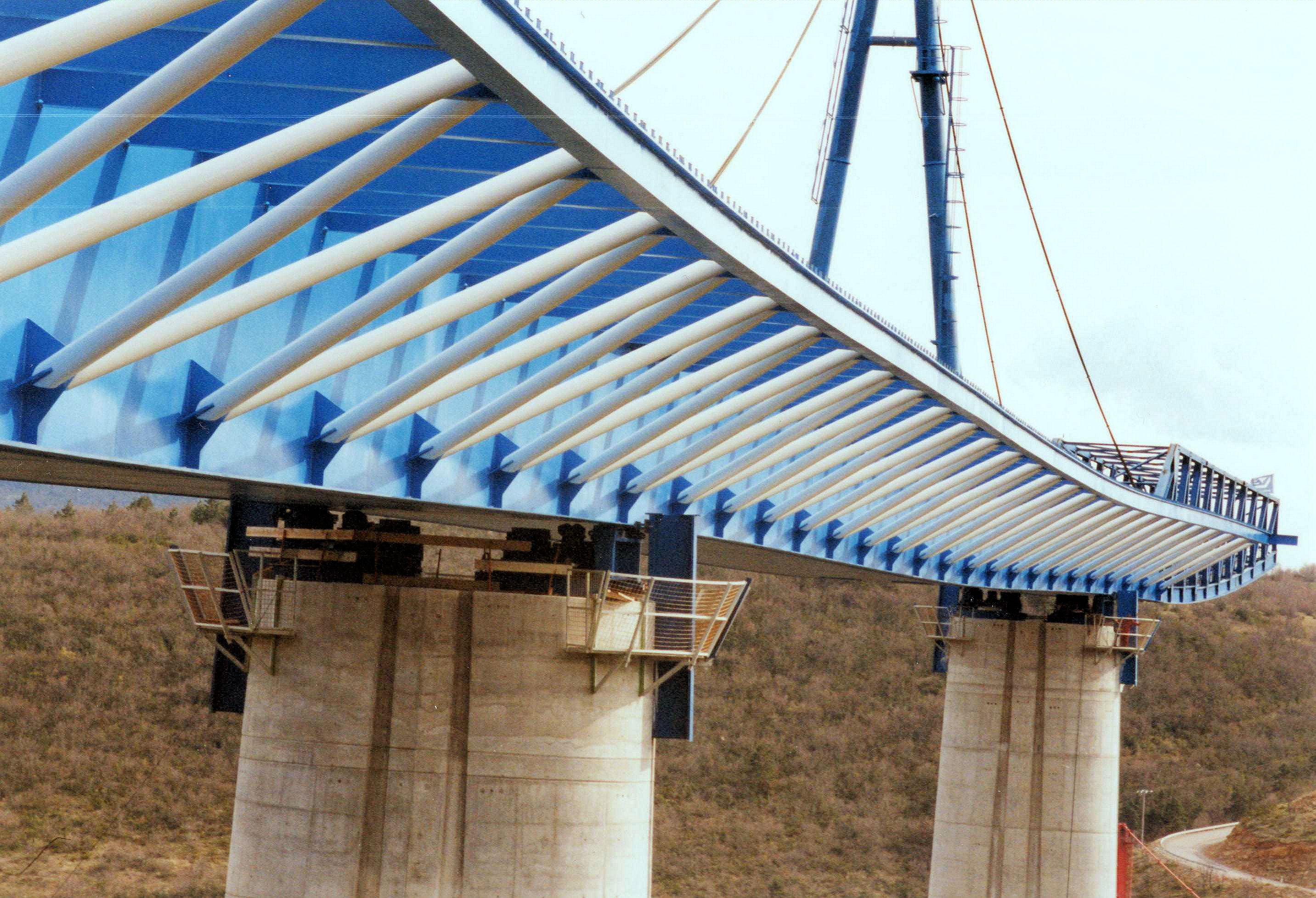
Lancement de la charpente métallique avec un avant-bec et un mât de haubanage provisoire.